# Panas Mirnîi
Panas Mirnîi (pe numele adevărat Panas Iakovîci Rudcenko, în ucraineană Панас Якович Рудченко; n. 13 mai 1849, Mîrhorod, Malorossia⁠(d), Imperiul Rus – d. 28 ianuarie 1920, Poltava, RSS Ucraineană) a fost un scriitor ucrainean.
Este considerat inițiatorul romanului social în literatura ucraineană.
A fost puternic influențat de ideologia revoluționarilor ruși și de Taras Șevcenko. Romanele sale zugrăvesc contradicțiile sociale ale Ucrainei din a două jumătate a secolului al XIX-lea până la Revoluția Rusă din 1905, cu personaje bine motivate din punct de vedere psihologic.

## Scrieri
Romane
- 1883/1919: Povija („Deșănțata”), publicat pentru prima dată integral în 1928;
- 1903: Liho davnie i ziohoșčesne („Mizerie veche și actuală”).

## In memoriam

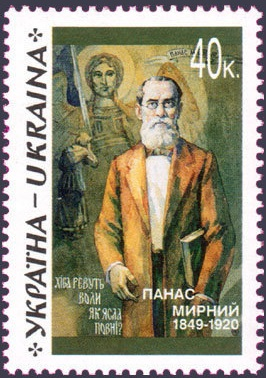
Timbru poștal ucrainean dedicat lui Panas Mirnîi